# Medalja zaslug za narod
Medalja zaslug za narod je bilo odlikovanje SFRJ, ki se je podeljevalo za zasluge, pridobljene v boju s sovražnikom za osvoboditev države, in za prispevek h graditvi in razvoju samoupravne socialistične družbe.

Medalja zaslug za narod je bila med medaljami SFRJ po pomembnosti na drugem mestu.